# ジャニス:リトル・ガール・ブルー
『ジャニス：リトル・ガール・ブルー』（Janis: Little Girl Blue）は、2015年に制作されたアメリカ合衆国のドキュメンタリー映画。日本では2016年9月より公開。

## 概要
ジャニス・ジョプリンの伝記映画。
遺族やバンドメンバーや親しい友人、昔の恋人、家族等、生前の親しい人々とのインタビュー映像等を軸に、ロックスターとしてのジャニス・ジョプリンではなく、1人の女性としての「ジャニス・ジョプリン」を描いた作品。監督はエイミー・バーグ（Amy J. Berg）、製作はアレックス・ギブニー。

## キャスト
- キャット・パワー
- クリス・クリストファーソン
- ジュリエット・ルイス
- カントリー・ジョー・マクドナルド
- P!NK
- クライヴ・デイヴィス
- デイブ・ニーハウス
- D・A・ペネベイカー